# Cleidogona tallapoosa
Cleidogona tallapoosa är en mångfotingart som beskrevs av Shear 1972. Cleidogona tallapoosa ingår i släktet Cleidogona och familjen Cleidogonidae. Inga underarter finns listade i Catalogue of Life.